# Робокоп
„Робокоп“ (на английски: RoboCop) е сред най-успешните научнофантастични филми на режисьора Пол Верховен, режисирал класики като „Зов за завръщане“ (1990), „Първичен инстинкт“ (1992) и „Звездни рейнджъри“ (1997).

## Сюжет
Детройт, в бъдещето, прояждан от престъпност и ръководен от мощна корпорация – OCP (Омни Компютърни Системи). Компанията разработва нов масивен и огромен боец срещу престъпността, който се развива, по-скоро, като опасен и несполучлив продукт. Компанията се опитва да върне доверието на хората, като използва за целите си полицай Алекс Мърфи, убит от улична банда. Мъртвото тяло на Мърфи бива реконструирано в масивна, бронирана бойна единица, наречена Робокоп. Робокоп противодейства съвсем успешно на престъпността в града и става мишена на престъпника, който го е убил – Кларънс Бодекър.

## Актьорски състав
| Актьор        | Роля                                                                                                 |
| ------------- | --- |
| Питър Уелър   | Алекс Мърфи / Робокоп – полицай от Детройт, убит от престъпници и превърнат в кибернетичен организъм |
| Нанси Алън    | Ан Луис – партньорката и приятелката на Мърфи                                                        |
| Дан О'Херлихи | „Старецт“ – ръководител на корпорацията OCP                                                          |
| Рони Кокс     | Дик Джоунс – старши вицепрезидент на корпорацията OCP                                                |
| Къртууд Смит  | Кларънс Бодикър – престъпен бос на Детройт                                                           |
| Мигел Ферер   | Боб Мортън – вицепрезидент на корпорацията OCP, отговарящ за проекта „Робокоп“                       |
| Пол МакКрейн  | Емил Антоновски – член на бандата Бодикър                                                            |
| Рей Уайз      | Леон Наш – член на бандата Бодикър                                                                   |
| Джеси Гоинс   | Джо Кокс – член на бандата Бодикър                                                                   |
| Калвин Юнг    | Стив Мин – член на бандата Бодикър                                                                   |

## Награди
- спечелил 1 Оскар  в категория    For sound effects editing.
- печели 5 награди Сатурн и е номиниран за още две (1988)
- получава награда BMI за най-добра музика (1988)
- печели награда „Стикс“ за най-добър режисьор (1987)

## Любопитни факти
Първоначално за ролята на Робокоп е спряган Арнолд Шварценегер, но по късно ролята не му е предложена, поради големите му размери и е сменен с актъора Питър Уелър.

## Филми от поредицата за „Робокоп“
Поредицата „Робокоп“ включва 4 филма:
- Робокоп (1987)
- Робокоп 2 (1990
- Робокоп 3 (1993)
- Робокоп (2014)